# Ngora
Ngora – miasto w Ugandzie, stolica dystryktu Ngora.